# Scaphirhynchinae
Scaphirhynchinae è una sottofamiglia di storioni che include sei specie suddivise in due generi.

## Tassonomia
- Genere Scaphirhynchus Heckel, 1835 (endemico del America del Nord)
  - Scaphirhynchus albus (Forbes & R. E. Richardson, 1905) - storione pallido
  - Scaphirhynchus platorynchus (Rafinesque, 1820) - storione naso a pala
  - Scaphirhynchus suttkusi J. D. Williams & Clemmer, 1991 - storione dell'Alabama
- Genere Pseudoscaphirhynchus Nikolskii, 1900 (endemico dell'Asia centrale)
  - Pseudoscaphirhynchus fedtschenkoi (Kessler, 1872) - storione di Syr Darya
  - Pseudoscaphirhynchus hermanni (Kessler, 1877) - storione nano
  - Pseudoscaphirhynchus kaufmanni (Kessler, 1877) - storione di Amu Darya